# Zunfthaus zur Haue

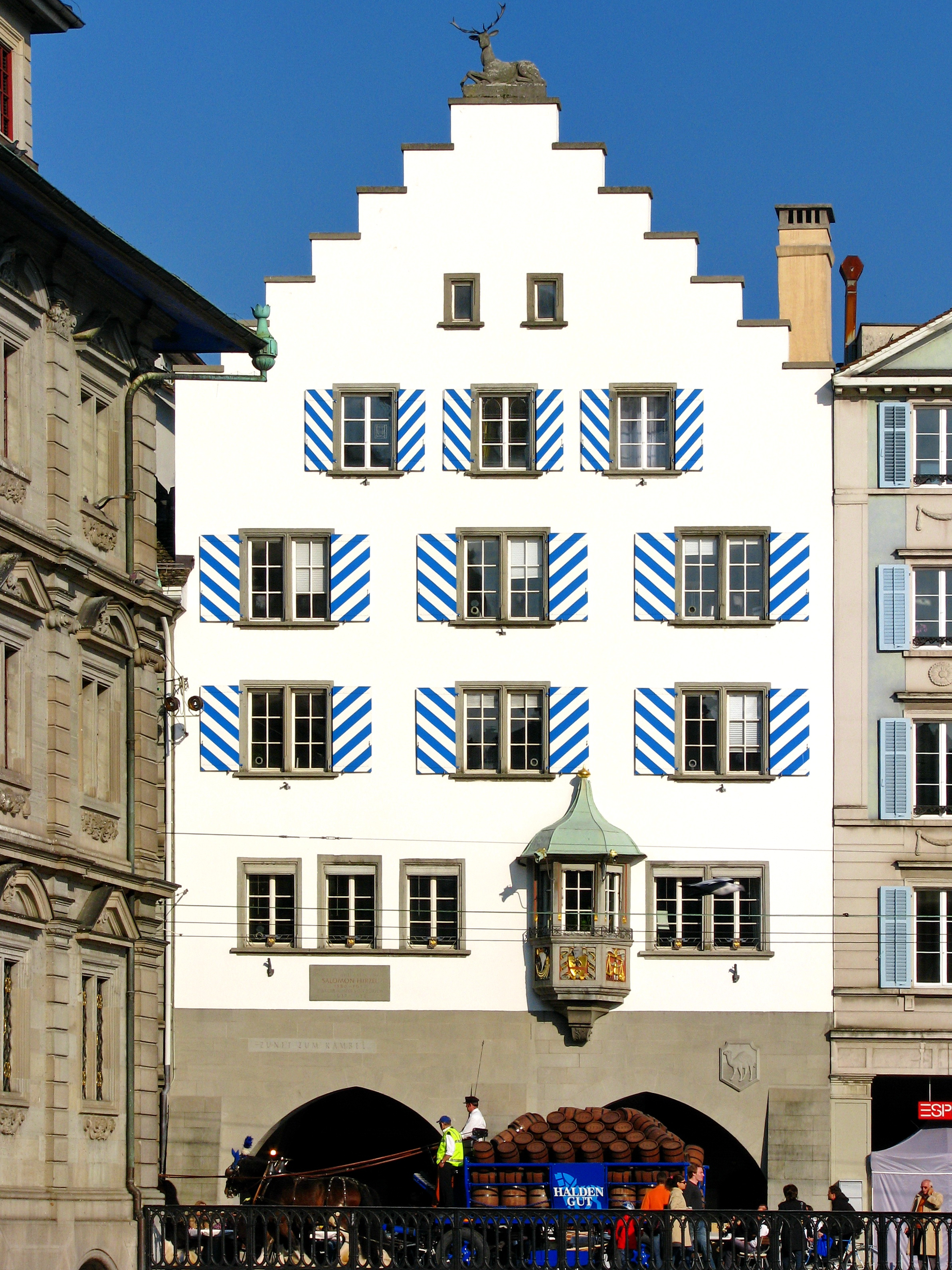
Haus «zur Haue» am Limmatquai, links die Südfassade des Rathauses (2008)

Das Zunfthaus zur Haue am Limmatquai ist das  Versammlungshaus (Zunfthaus) der Zunft zum Kämbel und gehört zu den historisch wertvollen Gebäuden im Quartier Rathaus in Zürich.

## Geschichte
Die erste Trinkstube der Zunft zum Kämbel befand sich in der Nähe des Rathauses, lässt sich aber wie bei anderen Stadtzürcher Zünften nicht mehr eindeutig eruieren. Als gesichert gilt, dass die Zunft im Jahr 1487 das «Haus zum Kämbel» beim Münsterhof erworben hat.
Ursprünglich standen an der Stelle des heutigen Bürgerhauses «zur Haue» drei selbständige Häuser: Das obere und untere «Wetzwilerhus», 1373 erstmals urkundlich erwähnt, und das «Ropoltzhus»; alle drei Häuser wurden in späteren Jahren zu einem Gebäudekomplex umgebaut. 1358 verkaufte der Ritter Götz Mülner seine von Kaiser Ludwig von Bayern als Reichslehen verliehenen Hoheitsrechte an die Stadt Zürich. Die neu erworbenen Besitzungen wurden als  Innere Vogtei einem Obervogt unterstellt, der im Haus zur Haue seinen Amtssitz hatte.
1442 gelangte die Liegenschaft in den Besitz der Salzleute und ist seit 1450 als «Salzlütenhus», «Houw» oder «Salzhouw» bekannt. Der Begriff «Houw» (Haue) ist dem Emblem der Salzleute entliehen, die mit ihrer Haue das Salz schlugen. Die Häuser in unmittelbarer Nähe des Rathauses gehörten zu den begehrtesten Privathäusern; das Rathaus war nicht nur der politische, sondern auch wirtschaftliche Mittelpunkt der Stadt.
1532 erwarb der Tuchhändler Konrad Rollenbutz die Liegenschaft und gab sie an seine beiden Söhne weiter. Seit der zweiten Hälfte des 16. Jahrhunderts befand sich die «Haue» im Besitz von Salomon Hirzel-Rollenbutz (1544–1605), der das Haus seinem Sohn, dem Bürgermeister Salomon Hirzel (1580–1652) vererbte. Eine Gedenktafel und der Hirsch auf dem Dachgiebel erinnern an jene Zeit. 1667 übernahm Salomons Sohn, der spätere Bürgermeister Hans Caspar Hirzel, das Haus. Er hatte bis 1637 ebenfalls darin gewohnt.

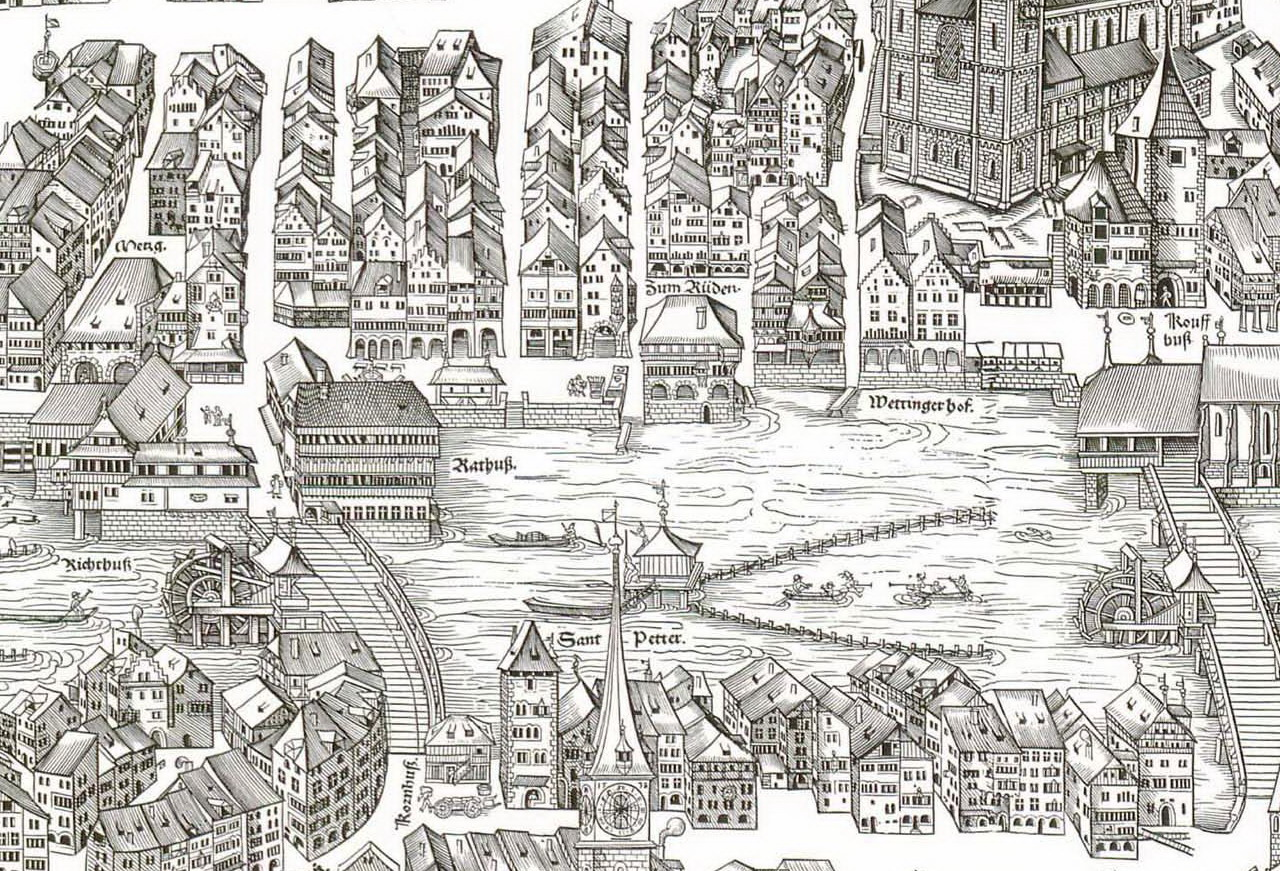
Murerplan, Ausschnitt

Auf dem Murerplan von 1576 ist das Haus links des Zunfthauses zum Rüden zu erkennen. Unter den Arkaden führte die Reichsstrasse der Limmat entlang.
1781 wurde das Wohnhaus von der Familie Hirzel an Rudolf Rordorf-Sprüngli verkauft, in dessen Besitz es bis zum Erwerb durch den Kolonialwarenhändler August Beckert im Jahr 1878 verblieb. Dieser liess das Haus umbauen, die Fassade mit Stuckgesimsen und gemalten Ornamenten versehen und die gotischen Fenster der oberen Stockwerke verändern. Sein Neffe, Albert Beckert-Irniger, veranlasste die Herstellung des ursprünglichen Bauzustands im heutigen Erscheinungsbild mit den markanten Treppengiebeln.
Am 31. Mai 1956 – 150 Jahre nach ihrer Auflösung – erwarb die neu gegründete Gesellschaft zum Kämbel die Liegenschaft. Der Zunftsaal im ersten Stock wurde 1979 vom Architekten Armin Meili gestaltet; seit 1980 ist im Erdgeschoss eine Weinstube eingerichtet.

## Bilder

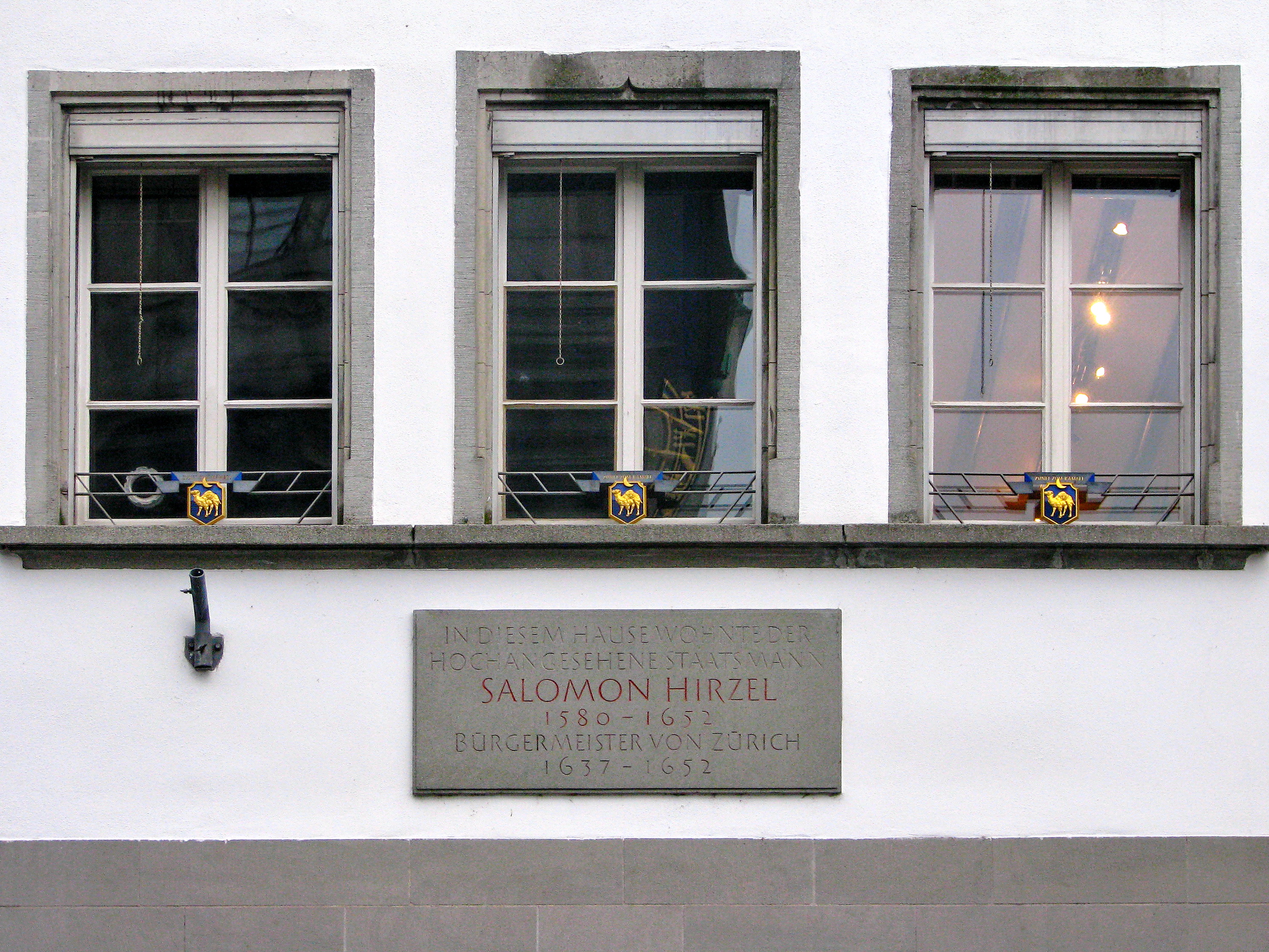
Gedenktafel
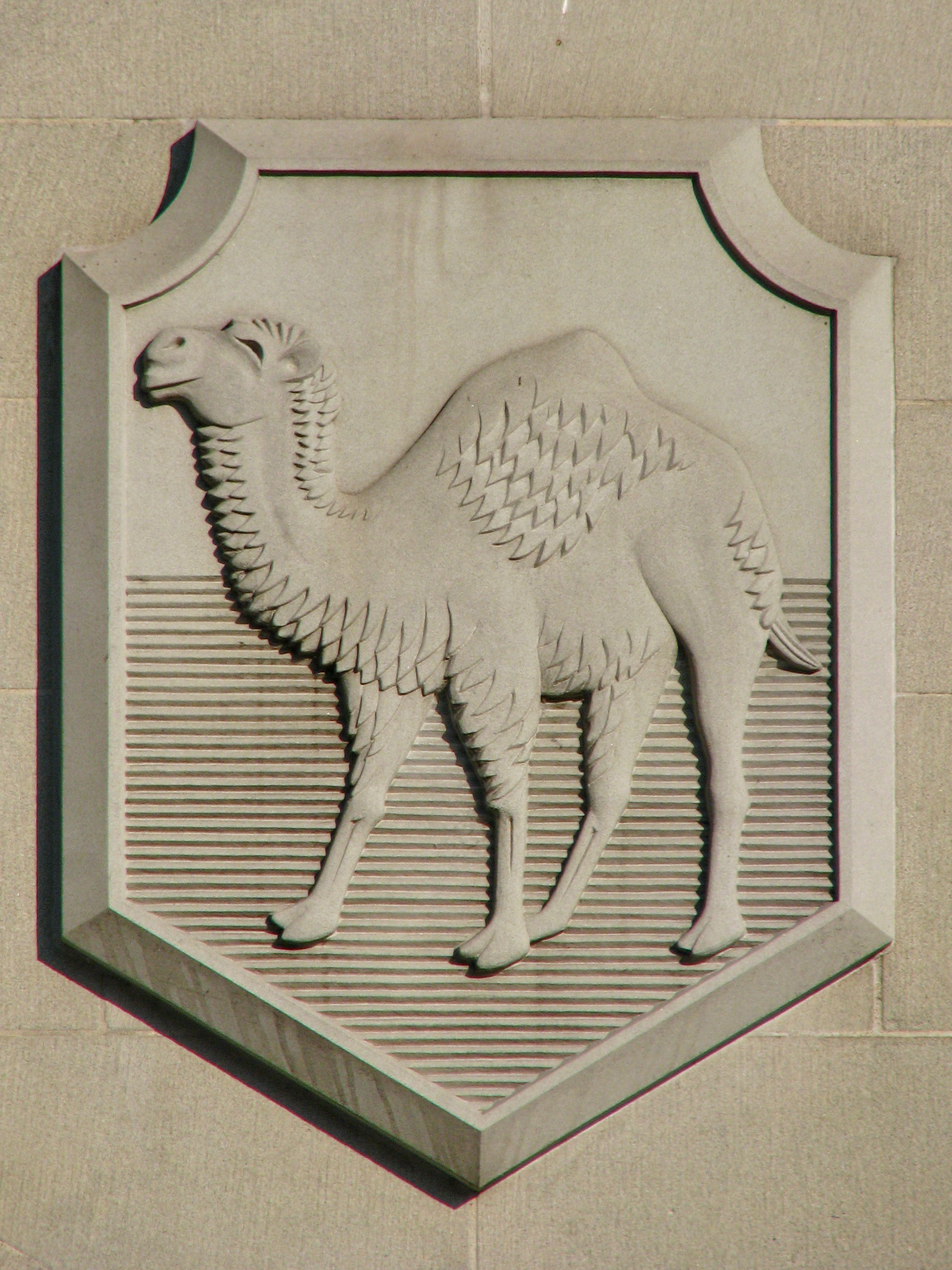
Das Wappentier der Zunft zum Kämbel am Haus «zur Haue»
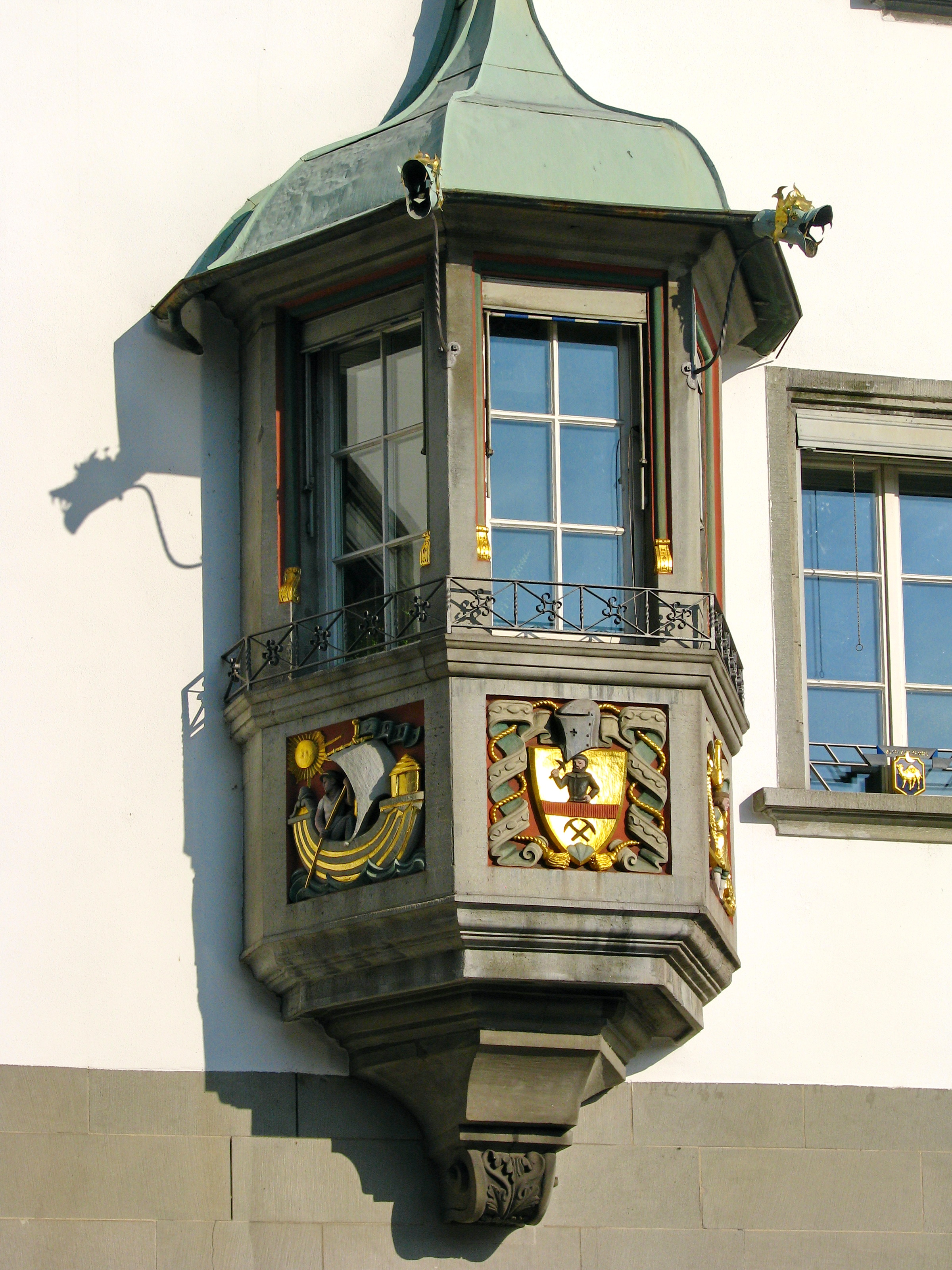
Erker mit Heraldik unter anderem der Salzleute (Haue)
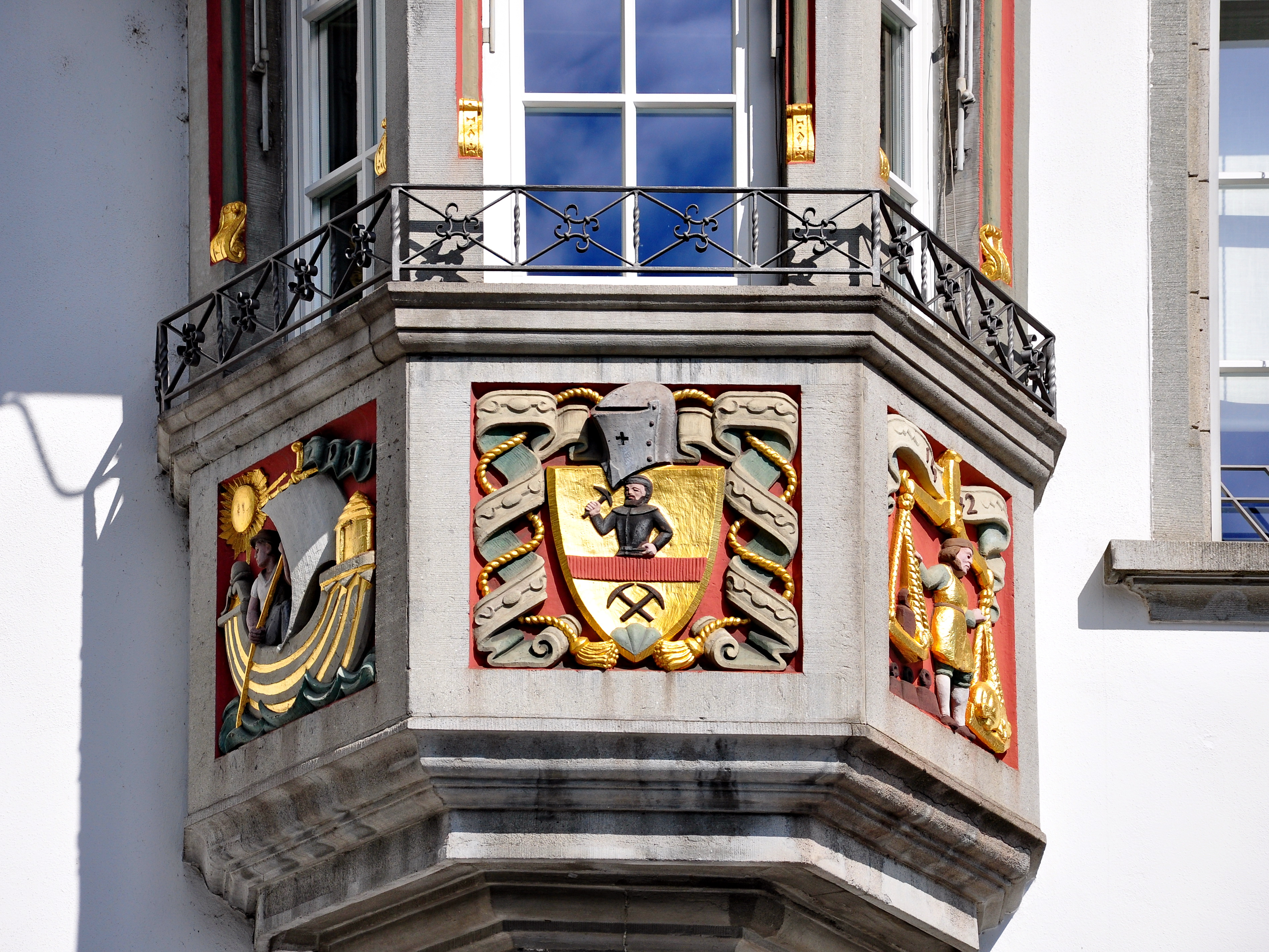
Erker, Detailansicht
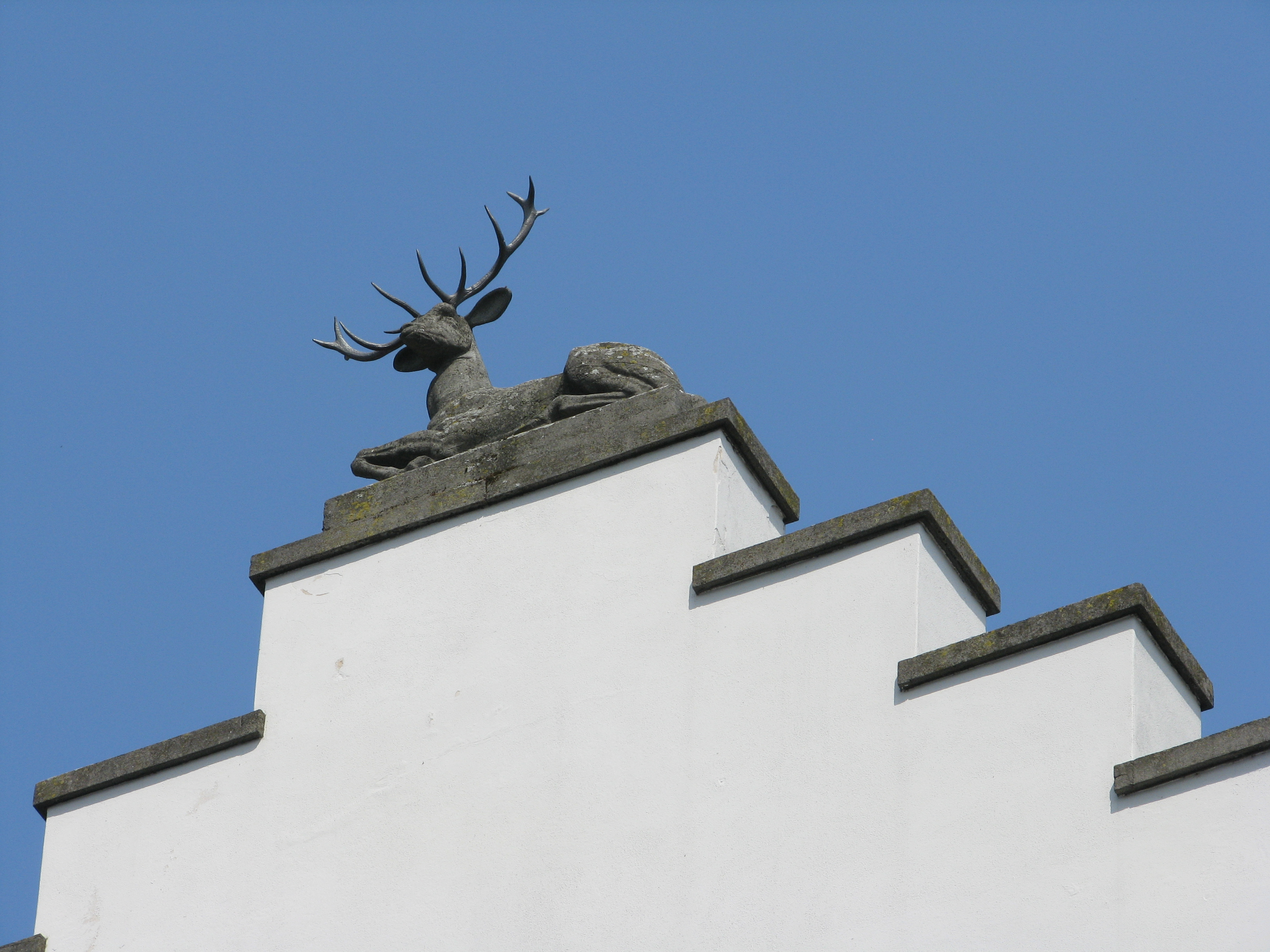
Treppengiebel mit Hirsch
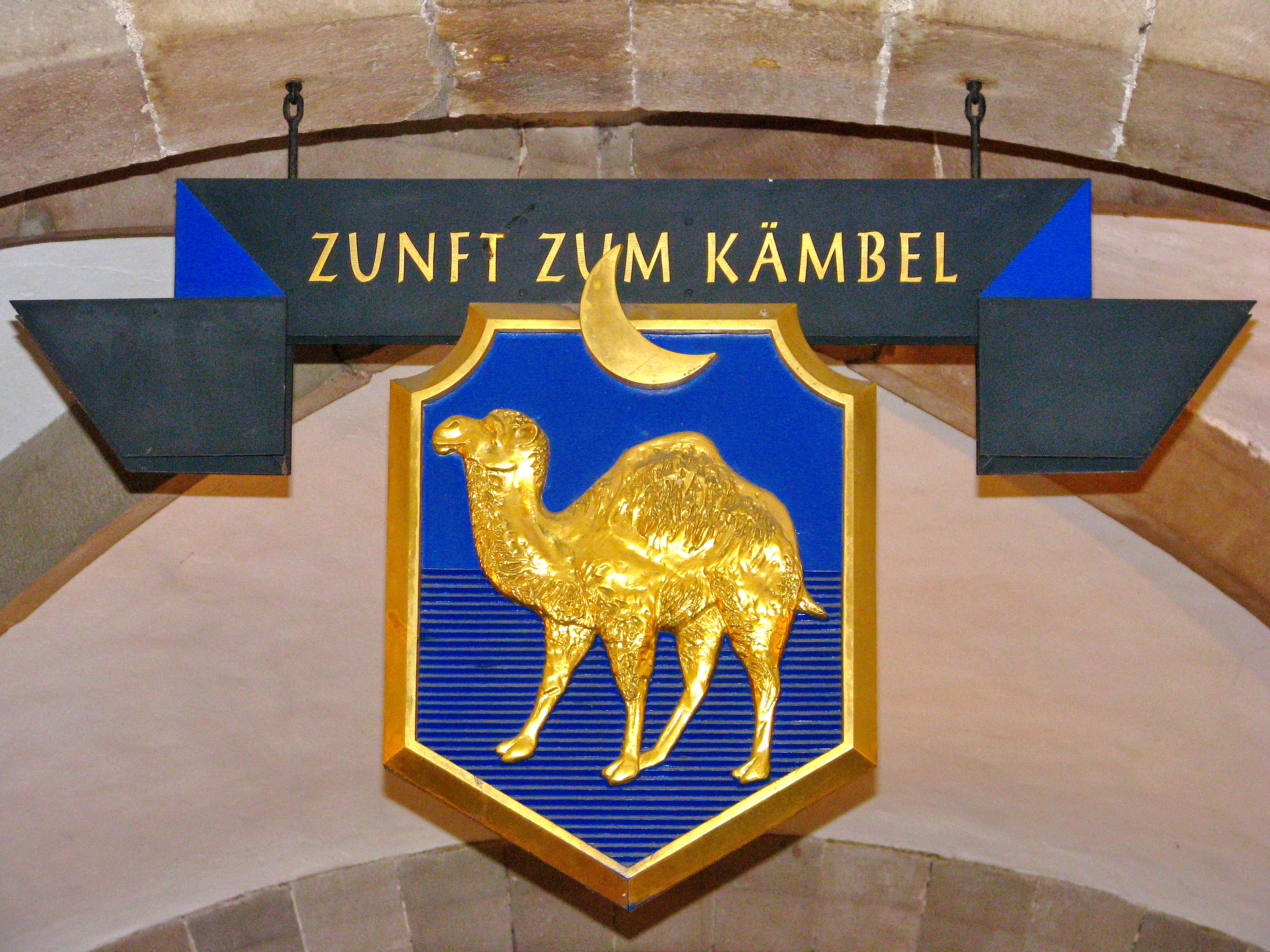
Zunftwappen «unter den Bögen» (Limmatquai)
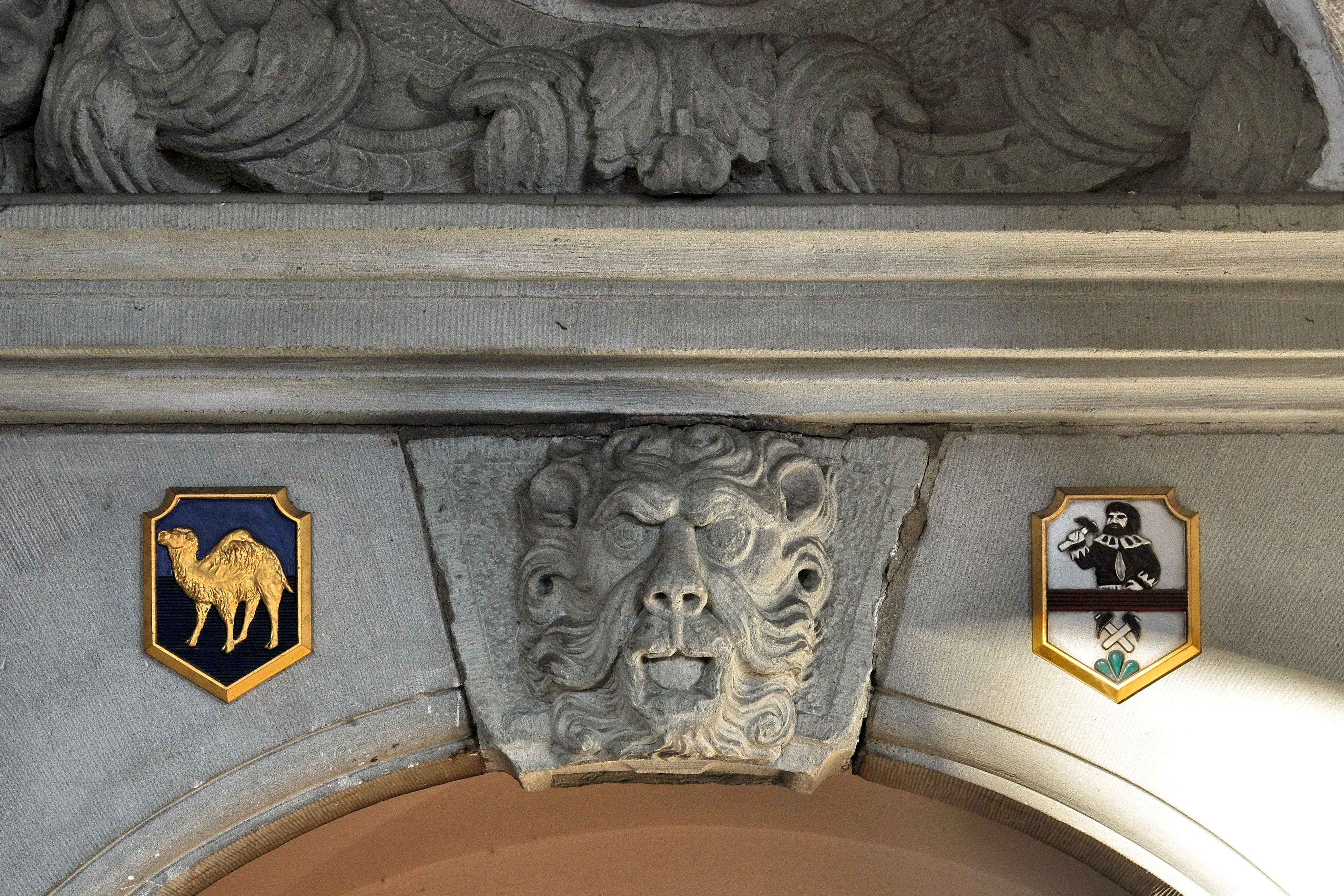
Eingangsbereich